# Maria Gaetana Greco
Maria Gaetana Greco (Agira, 23 febbraio 1958) è una politica italiana.

## Biografia
Nata da una famiglia di contadini ad Agira, in provincia di Enna, a 23 anni si è laureata in giurisprudenza all'Università di Catania con il punteggio di 110 e lode. È avvocato patrocinante in Corte di cassazione.

### Attività politica
Alle elezioni politiche del 2013 viene eletta alla Camera dei deputati, nella circoscrizione Sicilia 2 tra le liste del Partito Democratico. Il 15 maggio 2014 ha votato insieme ai sei colleghi (Gero Grassi, Maria Tindara Gullo, Tommaso Ginoble, Maria Amato, Paola Bragantini e l'ex ministro della pubblica istruzione Beppe Fioroni) contro il via libera all'arresto di Francantonio Genovese, andando contro la decisione del proprio partito.
Alle elezioni amministrative del 2015 viene eletta sindaco di Agira.
Il 20 dicembre 2017 lascia il gruppo parlamentare del PD alla Camera e aderisce a quello di Articolo 1 - Movimento Democratico e Progressista di Pier Luigi Bersani, Massimo D'Alema e Roberto Speranza. Termina il proprio mandato parlamentare nella primavera 2018.
Eletta sindaco di Agira nel 2015, viene riconfermata alle successive amministrative del 2020, con la lista civica "Volare alto".

### Vita privata
È vedova, madre di due figli.